# Jon Jonsson (född 1582)

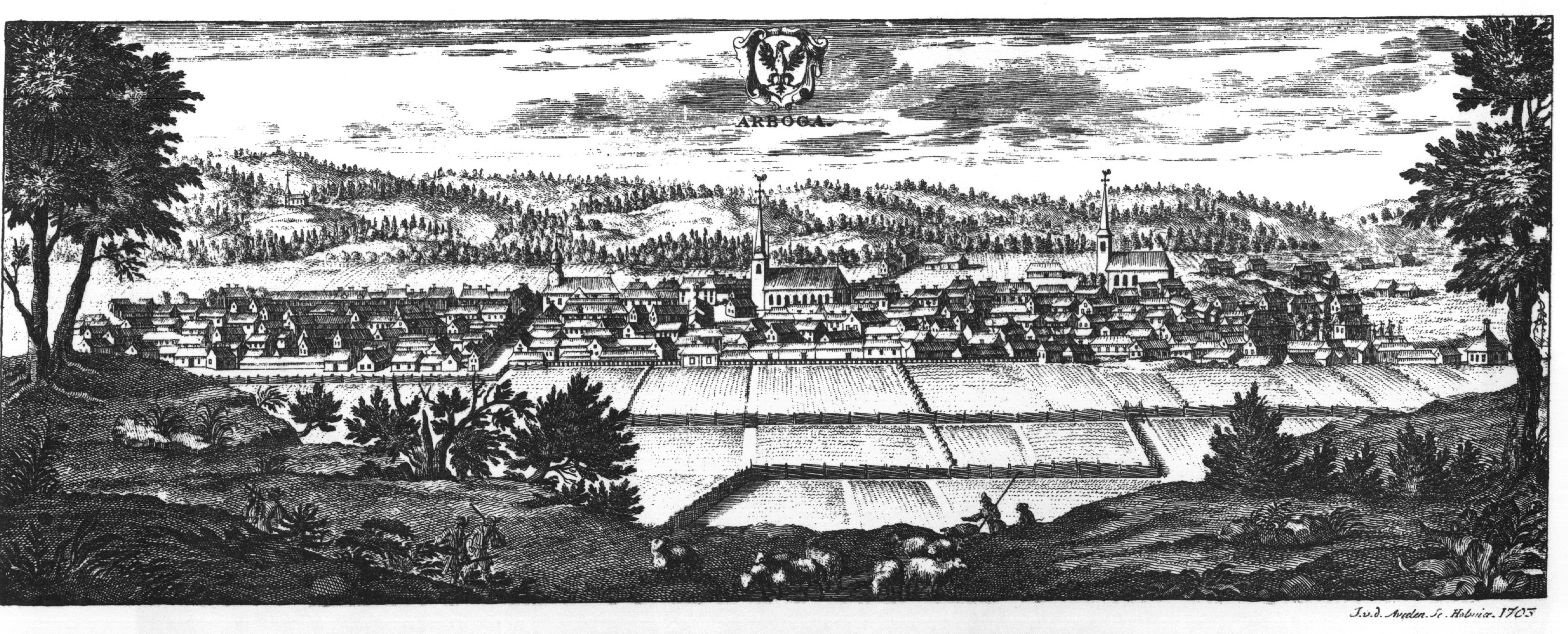
Arboga

Jon Jonsson, Kammardräng av Kung Karl IX,  slottsloven på Gripsholms slott, faktor över vapenverkstäderna och borgmästare i Arboga. född 11 april 1582 i Vissefjärda, död efter 1663.
Jon Jonsson var son till kyrkoherden i Vissefjärda Jon Jonsson o Catarina Nilsdotter (Halvhjort av Älmtaryd). Han gick i skola i Kalmar omkring 1589, i Linköping omkring 1598-1599 och i Växjö omkring 1599-1600. Han tjänstgjorde därefter som kammardräng hos hertig Karl, var ryttare 1602-1604 och slottsloven på Gripsholms slott 1605. 1605 blev Jon Jonsson faktor över vapenverkstäderna i Arboga, Eskilstuna och Närke 1605 och därefter tullnär och faktor i Arboga 1613. Från 1614 var han tullnär och Västerås och därefter 1625-1627 och åter 1631-1663 borgmästare i Arboga.
Jon Jonsson är främst känd genom sin "vandringsbok", hans memoarer över sitt leverne fram till 1620. Det är främst den första delen och särskilt tjänstgöringen under Karl IX och särskilt hans skildring av slaget vid Kirkholm. Den senare delen som är mer kortfattad är ännu outgiven.